# Летопис попа Дукљанина
Летопис попа Дукљанина, односно Барски родослов или Gesta regum Sclavorum, називи су за  историографско дело о раној средњовековној историји Јужних Словена, које се приписује напознатом аутору из Дукље, односно Бара, а које је објављено током 17. века, у радовима Мавра Орбинија (1601) и Ивана Лучића (1666).
У исто време, средином 17. века, настале су и две рукописне латинске варијанте, чија је природа такође спорна, а исто се односи и на старији латински превод сродног текста, који је 1510. године сачинио Марко Марулић (†1524), као и на нешто познији старохрватски латинички препис из 1546. године, који је начинио Јероним Калетић.
Иако су старији истраживачи претпостављали да је изворно дело настало већ током друге половине 12. века или нешто касније, новије анализе су показале да је генеза текста знатно сложенија. У научној историографији су тим поводом покретана разна питања која се односе на рецепцију старијих извора и предања, првенствено у дубровачкој историографији, почевши од друге половине 15. века и током 16. века, са посебним тежиштем на утврђивању природе и значаја првих помена неименованог Дукљанина и његовог дела у тадашњој историографији, почевши од Лудовика Цријевића Туберона (†1527) и рецепције разних мотива у делима потоњих аутора, почевши од Николе Рањине (†1582). Поводом комплексних питања о генези каснијег Орбинијевог и Лучићевог издања и рукописних варијанти из средине 17. века, у науци је указано на позну природу тих творевина, чиме је отворен пут ка додатном преиспитивању и препознавању старијих, како познатих тако и непознатих извора, чијом је прерадом дошло до настанка позније историографске компилације.

## Назив
Пошто изворник није сачуван, првобитни наслов дела остао је непознат, тако да су у историографији током времена предлагани разни (накнадно сковани) називи, који су садржали две врсте одредница. Прва се односила на употребу дукљанских или барских одредница (Дукљански летопис, Дукљанска хроника, Барски родослов), које су указивале на претпостављено завичајно порекло аутора или место настанка самог дела. Друга се односила на природу дела: летопис или хроника, односно родослов или геста (лат. gesta). Тим поводом је у науци указано на неправилно означавање дела као летописа или хронике, пошто се догађаји не излажу по годинама, нити се у тексту помињу хронолошке одреднице. Означавање дела као родосова такође се сматра спорним, иако је текст обикован око замишљеног краљевског родослова, али структура нарације је у многим сегментима знатно шира од по правиу сажетих казивања у родословима. Стога је у новијој историографији предложен наслов који гласи: Дела словенских краљева (лат. Gesta regum Sclavorum), а који је заснован на новом читању појединих елемената из предговора и жанровском одређењу садржаја, заснованом на упоређивању са сличним делима која су означавана као геста.

## Рукописи, преписи и преводи
Изворник овог дела није сачуван. Према наводима из предговора сматра се да је био написан на словенском језику, након чега је преведен на латински, али изворни латински превод такође није сачуван. Први подаци о рукописима који су били доступни потоњим истраживачима сачувани су у веома позним изворима, који потичу тек из 16. и 17. века.

#### Туберонов Дукљанин
Дубровачки историчар Лудовик Цријевић Туберон (†1527) је почетком 16. века у свом поседу имао извесну рукописну књигу, која је садржала историјско дело, чијег је непознатог аутора Туберон назвао Дукљанином (лат. Docleatem authorem, qui incolumi adhuc Doclea), нагласивши да је поменута књига веома стара, али ипак читљива. Туберонове белешке о поседовању старе рукописне књиге са историографским списом непознатог Дукљанина представљају сведочантво о постојању неког несачуваног рукописа, који је настао најкасније у 15. веку. Тим поводом, у историографији су изношене разне претпоставке о односу између Тубероновог дукљанског списа, појединих навода у делима Рањине и каснијих Орбинијевих и Лучићевих издања.

#### Крајински Дукљанин
Из истог периода (прва половина 16. века) потичу и додатне вести о постојању другог сродног рукописа, који је 1500. године у Крајини (лат. in Craina) између Неретве и Цетине, односно у области званој Пољица, у дому Марковића (лат. in Polijca in domo Marcouich) пронашао сплитски племић Дмине (Доминик) Папалић. Са тог предлошка, писаног словенским језиком, Папалић је потом начинио и препис. Рукопис који је Папалић пронашао у Крајини, као и препис који је начинио, нису сачувани. За њихово постојање зна се захваљујући другим преводиоцима и преписивачима. Сплитски њижевник Марко Марулић је 1510. године на основу Папалићевог рукописа начинио латински превод под насловом: Дела краљева Далмације и Хрватске (лат. Regum Dalmatiae et Croatiae gesta). Марулићев превод није сачуван у аутографу, али постоји десетак преписа, од којих најстарији потичу из 16. века. На основу једног од познијих преписа, Марулићев превод је 1666. године први објавио Иван Лучић.
У међувремену је 1546. године настао и старохрватски препис, који је на основу Папалићевог рукописа начинио омишки свештеник Јероним Калетић. Калетићев препис је сачуван у аутографу и налази се у Ватиканској библиотеци. На основу Марулићевог латинског превода и Калетићевог старохрватског преписа, научници су износили разне закључке и претпоставке о природи старог списа који је Папалић пронашао у Крајини, а који није садржао свих 47 глава, колико их има у потоњим издањима, већ свега 28 глава, од чега се текстови поклапају до 24. главе, а делимично и до 26. главе. Последње две главе представљају додатак и садрже предања о владавини хрватског краља Звонимира.

#### Орбинијев Дукљанин
Дубровачки бенедиктинац Мавро Орбини је 1601. године на италијанском језику објавио своје обимно историграфско дело под насловом Краљевство Словена (итал. Il Regno de gli Slavi) у коме је као посебна целина објављен и текст који је словио као италијански превод опширног историјског дела непознатог аутора Дукљанина. Рукописни предложак који је Орбини користио за израду свог италијанског превода није сачуван, тако да су у науци изношене бројне претпоставке о односу Орбинијеве објаве према Тубероновом Дукљанину и старом рукопису из Крајине. Тим поводом је указивано и на могућност да Орбинијева објава представља не само превод, већ и прераду или дораду, односно допуну предлошка, који је проширен уз ослонац на дотадашња историографска сазнања.

#### Лучићев Дукљанин
Трогирски историчар Иван Лучић (†1679) је 1666. године у Амстердаму објавио дело под насловом De regno Dalmatiae et Croatiae, у које је уврстио и текст који је словио као историјско дело непознатог аутора Дукљанина, давши му наслов Презвитера дукљанског Краљевство Словена (лат. Presbyteri Diocleatis Regnum Slavorum). Лучић је своје издање приредио на основу латинског предлошка који није сачуван. На основу тог предлошка настао је око 1650. године латински препис, који је Лучић похранио у Ватиканској библиотеци, где је и сачуван.

#### Рукописи из 17. века
Најстарији познати рукописи који садрже целовити текст овог дела потичу тек из средине 17. века. Реч је о два латинска рукописа. Први је Ватикански рукопис, који је настао у скрипторијуму Ивана Лучића, а чува се у Ватиканској библиотеци. Други је Београдски рукопис, исписан латинским језиком на хартији која је према воденим жиговима произведена током 1648. или 1649. године, а налази се у Народној библиотеци Србије у Београду. Поједини истраживачи доводе настанак тог преписа у везу са охридским надбискупом Рафаелом Леваковићем (†1650).

## Ауторство и време настанка
Поводом питања о ауторству и времену настанка овог дела не постоји сагласност у науци, тако да се претпоставке о настанку непознатог изворника и потоњих (коначних) редакција крећу у веома широком временском распону од друге половине 12. века до почетка 17. века.
Старији истраживачи су сматрали да је дело настало у другој половини 12. века. Фрањо Рачки је сматрао да је дело настало у периоду између 1143. и 1154. године, док су Константин Јиречек и Фердо Шишић веровали да је настало између 1160. и 1180. године, а Владимир Мошин је сматрао да је настало 1148. или 1149. године. Неки историчари, укључујући и Едуарда Перичића (1991), претпоставали су да је дело написао Гргур Барски, који је живео у другој половини 12. века, али та претпоставка није наишла на шире прихватање у научној заједници.
Српски историчар Тибор Живковић (2009) је указао на могућност да су главни делови настали око 1300. године, у граду Бару у тадашњој Краљевини Србији. Према његовим претпоставкама, аутор је био тадашњи барски надбискуп Руђер, који је је вероватно био чешког порекла. Тим поводом је указано јер се границе Босне у овом делу помињу на начин који се поклапа са анонимним текстом Anonymi Descriptio Europae Orientalis, који датира из 1308. године.
Историчар Славко Мијушковић (1967) је сматрао да је ово вело измишљени књижевни рад, који припада крају 14. или почетку 15. века. Новија истраживања су показала да су коначне редакције, које се појављују у издањима Орбинија (1601) и Лучића (1666) обликоване у временима која су блиска појави тих издања (16. и 17. век).

## Веродостојност
Аутор дела у уводу наводи, да је овај спис превео са „словенског” на латински постојећи „Спис о Готима” (Libellum Gothorum), који се „на латинском преводи као” Regnum Sclavorum, очигледно да има једнакости између назива Готи и Словени. Постоји и податак да је постојао текст пре тога и на словенском језику, али аутор тај језик не назива готским.
Поглавља 1—33. хронике заснована су на усменим традицијама и конструкцијама њених аутора; њих историчари углавном одбацују. Међутим, сљедећа три поглавља посједују непроцјенљиве историјске податке о овом временском периоду. Упркос својој хагиографској природи, поглавље 36 (о Светом Јовану Владимиру), резиме старе хагиографије из 1075—1089. (када је династија Војислављевић настојала да од папе добије краљевске инсигније и да Барску бискупију уздигне у ранг надбискупије), садржи значајне историјске податке за које утврдило да су поуздани. Поглавље 34 и 35, која се баве Владимировим оцем и ујацима, заснована су на прологу ове хагиографије из 11. вијека.
Србин католик Луко Зоре у књизи "Дубровчани су Срби", на 15. страни пише: "За овај љетопис Рачки каже... нема баш никакве вриједности нити у материјалном нити у формалном обзиру. Симе Љубић вели, да би требало да се тај љетопис "спали на ломачи", а и И. Кукуљевић отприлике исто тако мисли. По овоме... бистро се види, каква ослона има хисторијско државно право на српске земље између Цетине и Бојане, пошто се оно оснива једино на тијем подацима и вијестима. Име "Црвена Хрватска" спомиње се само у овом извору (у преводу је изостављено), па у томе једино налазе хране јадна размахивања и сањарије некојих занесењака. Ето дакле на чему су!" На претходној страници наводи: "Надаље је академик (Љ. Јовановић) доказао, да је хрватски љетопис написан у XV вијеку у сјеверној Далмацији..."
Питање о језику и писму изворника и потоњих редакција такође је довело до настанка различитих претпоставки. У коначној редакцији из издања Орбинија и Лучића, језик изворника се назива словенским. Приликом превођења Папалићевог рукописа на латински језик, Марко Марулић је 1510. године нагласио да је превод начињен са "далматинског" језика, који такође назива и "нашим говорним" језиком, што значи да је предложак био словенски (Марулићево сведочанство је 1666. године објавио Лучић):
Commentariolium a te in Craina nuper repertum inter vetustissimas gentis illius Scripturas, Dalmatico idiomate compositum, tuo rogatu latinum feci, Croatiae Dalmatiaeque Regum gesta continentem; Res certe digna relatu, & quam non solum nostrae vernacualae linguae gnari, sed etiam Latini intelligant.
У завршној напомени након превода, Марулић је језик предлошка поново означио као језик "говорни рода нашег" (лат. vernaculo gentis nostrae). Београдски препис (1648-1649) Марулићевог дела садржи белешку у којој се каже да је предложак био написан "словима и језиком илирским" (лат. Caractere, ac lingua Illyrica). У међувремену, Јероним Калетић је 1546. године као преписивач Папалићевог рукописа напоменуо да је тај рукопис био написан "хрватским писмом" (хрв. haruacchom pismom) што је такође изазвало различита тумачења (ћирилица или глагољица).

## Историчари о летопису
Дело се од стране новијих историчара сагледава критички и сматра се позним и почесто непоузданим извором. Хрватски историчар Фердо Шишић већ у првој реченици Дукљановог списа открива проблеме констатујући да папа Геласије II живи у 12. веку и није био савременик цара Атанасија, коме је савременик папа Геласије I. Тиме на самом почетку дискредитује Дукљанинову озбиљност, пошто себи временски блиског папу премешта у више од седам векова дубљу прошлост. Ова Шишићева анализа била је предмет студије аутентичности тог навода у оригиналном рукопису, изведена од стране приређивача новијег Просветиног издања.
Најновије упоредно издање „Летописа попа Дукљанина” на српском језику, под називом „Gesta regum Sсlavorum”, објављено је 2009. године. Упоредни текст два латинска извора, као и хрватски и српски превод, пружају истраживачу могућност за озбиљно упоређивање појединих исказа. Коментари нису обојени омаловажавањем овог извора. Тако је исправно констатовано име папе Гелазија, уз опаску да се грешка јавља у старим латинским преписима, а посебно је анализиран рад хрватског историчара Ферда Шишића и указано је на његова погрешна указивања на фалсификате, као и превише труда око доказивања да „Летопис” потиче из 12. века. У склопу анализе извора, Тибор Живковић је покушао да докаже да данас позната верзија потиче са почетка 14. века и да је дело барског архиепископа Рудгера, који је био чешког порекла.
Истим поводом, Пол Стивенсон (Paul Stephenson) је раније нагласио да је спис из угла веродостојности „често био одбациван од стране историчара” ("has often been dismissed out of hand by historians") пошто је био „сачуван само у позним и веома различитим верзијама” ("preserved only in late and wildly divergent versions").

## Историјска географија
Дело има посебан значај за историјску географију јужнословенских земаља, пошто садржи мноштво података о називима разних области, жупа, градова, села, планина и река, а посебну занимљивост представља анахрона употреба појединих термина, који су измештани у старију прошлост.
У делу се помињу и фиктивни појмови, међу којима је и спорни термин Црвена Хрватска (лат. Croatia Rubea), која се наводно налазила у залеђу јужне Дамације, на тлу данашње Црне Горе, Херцеговине и Дубровачког приморја. Према казивању Летописа, на измишљеном државном сабору у Далми, краљевство Светопелека се дели тако да су земље кроз које теку реке са планина у море назване "Maritima" (Приморске земље), а земље кроз које теку реке што се уливају у Дунав назване су "Surbia" (Србија) или "Transmontana" (Загорске земље). Ове две велике области поново се деле, приморски део на Белу Хрватску или Доњу Далмацију (од Далме до Винодола, са Сплитом као седиштем архиепископије) и на Црвену Хрватску или Горњу Далмацију (од Далме до Драча, са Дукљом као седиштем архиепископије), а Србија или загорски део на Босну од Дрине на запад и на Рашку од Дрине на исток.
| латински оригинал: ...secundum continentiain privilegiorum quae lecta coram populo fuerant, scripsit privilegia, divisit provincias, et regiones regni sui, ac terminos, et fines earum hoc modo: secundum cursum aquarum, quae a montanis fluunt, et intrant in mare contra meridianam plagam, Maritima vocavit; aquas vero que a montanis fluunt contra septentrionalem plagam, et intrant in magnum flumen Donavi, vocavit Surbia. Deinde Maritima in duas divisit provincias: a loco Dalmae... usque ad Valdevino vocavit Croatiam Albam, quae et Inferior Dalmatia dicitur... Item ab eodem loco Dalmae usque Bambalonam civitatem, quae nunc dicitur Dyrachium, Croatiam Rubeam vocavit, quae et Superior Dalmatia dicitur... Surbiam autem, que et Transmontana dicitur, in duas divisit provincias: unam a magno flumine Drina contra occidentalem plagam usque ad montem Pini, quam et Bosnam vocavit. Alteram vero ab eodem flumine Drina contra orientalem plagam usque ad Lupiam, et Lab, quam Rassam vocavit. | српски превод: ...према садржају привилегија, које су прочитане у присуству народа, написао је (Светопелек) привилегије и овако поделио регије и провинције своје државе и одредио њихове границе. Оне дуж тока вода, које теку од планина према југу и уливају се у море, назвао је Приморјем. Оне дуж вода које теку од планина према северу и уливају се у велику реку Дунав, назвао је Србијом. Затим је Приморје поделио на две провинције. Ону од места Дувно... до Винодола назвао је Белом Хрватском, која се зове и Доња Далмација... ону од истог места Дувна па све до града Бамбалоне, који се сада зове Драч, назвао је Црвеном Хрватском, која се зове и Горња Далмација... Србију пак која се зове и Загорје, поделио је на две провинције: једну, од велике реке Дрине према западу све до Борове планине, назвао је Босном; другу, од исте реке Дрине према истоку све до Лапије и Скадарског језера, назвао је Рашком. |

Хрватски историчар црногорског порекла Савић Марковић Штедимлија је 1937. године на основу помена "Црвене Хрватске" покушао да исконструише тезу о наводном хрватском пореклу становништва Црне Горе. Такве конструкције нису наишле на прихватање у научним круговима.

## Извори и литература